# Стефан Трайков (революционер)
Стефан Трайков Калески е български революционер, деец на Вътрешната македоно-одринска революционна организация.

## Биография
Ставри Димитров е роден в 1871 година в крушевското село Долно Дивяци, тогава в Османската империя. Присъединява се към редовете на ВМОРО към 1901 година и действа съвместно със Ставри Димитров и Йон Кушев. Четник е в четите на Веле Марков, Гюрчин Наумов, Йордан Пиперката, Блаже Биринчето и други. Участва в Илинденско-Преображенското въстание през лятото на 1903 година с отряда на Гюрчин Наумов. През 1910 година е арестуван и затворен в Битолския затвор. През 1944 година заедно с Мате Доага от Крушево подпомага партизанските части.